# 김휘동
김휘동(金暉東, 1944년 10월 5일 ~ , 경상북도 안동시 남선면 도로리)은 대한민국 공무원 출신 정치인이다. 2002년 7월부터 2010년 6월까지 경상북도 안동시장으로 재직하였다.

## 학력
- 길송초등학교
- 경덕중학교
- 안동고등학교
- 명지대학교 행정학 학사
- 연세대학교 행정대학원 행정학 석사
- 대구대학교 대학원 행정학 박사

## 약력
- 대구대학교 행정대학 초빙교수(2010.9.1~2015.8.31)
- 경상북도 안동시장(2002년 7월~2010년 6월, 한나라당)
- 경상북도 안동군수(1992.7.3~1993.3.31)
- 경상북도의회 사무처장
- 경상북도 경제통상 실장
- 경상북도청 농정. 농수산국 국장
- 경상북도청 자치행정국 국장
- 내무부 교부세과 과장. 사회진흥과장
- 대통령비서실 행정관

## 포상
- 행정자치부 장관상
- 녹조근정훈장(1991.12)
- 황조근정훈장(2001.12)
- 국민훈장 동백장(2013.2)

## 역대 선거 결과
|  | 49.86% |

|  | 69.05% |

| 전임 정동호 | 제26·27대 경상북도 안동시장(민선) 2002년 7월 1일 ~ 2010년 6월 30일 | 후임 권영세 |